# Absolument sérieusement
Pour plus de détails, voir Fiche technique et Distribution.
Très sérieusement[réf. nécessaire] (aussi Absolument sérieusement, Совершенно серьёзно) est un film soviétique réalisé par Eldar Riazanov, Leonid Gaïdaï, Naoum Trakhtenberg, Eduard Emoïro et Vladimir Semakov, sorti en 1961,.

## Fiche technique
- Photographie : Vladimir Boganov, Konstantin Brovine, Leonid Kraïnenkov
- Musique : Nikita Bogoslovski, Evgueni Krylatov, Anatoli Lepine
- Décors : Artur Berger, Vitali Gladnikov, Alexandre Kouznetsov

## Distribution
- Anatoli Papanov : l'éditeur (segment "Kak sozdavalsya Robinzon")
- Sergueï Filippov : l'écrivain (segment "Kak sozdavalsya Robinzon")
- Serafim Anikeïev : le visiteur du café (segment "Priyatnogo appetita")
- Alexandre Beliavski : (segment "Inostrantsy")
- Tatiana Bestaïeva : (segment "Inostrantsy")
- Georgiy Georgiu : le directeur du magasin (segment "Istoriya s pirozhkami")
- Svetlana Kharitonova :
- Maria Kravtchounovskaïa : la grand-mère (segment "Inostrantsy")
- Vladimir Koulik : le spéculateur de devises Jora Volobouïev (segment "Inostrantsy")
- Gueorgui Milliar : le suisse
- Maria Mironova : la mère de Jora (segment "Inostrantsy")
- Evgueni Morgounov : l'expérimenté (segment "Pyos Barbos i neobychajnij kross")
- Iouri Nikouline : Booby (segment "Pyos Barbos i neobychajnij kross")
- Boris Novikov : le chef du département (segment "Istoriya s pirozhkami")
- Rostislav Pliatt : le client (segment "Istoriya s pirozhkami")
- Marina Polbentseva : la serveuse (segment "Priyatnogo appetita")
- Ilya Rutberg : (segment "Inostrantsy")
- Olga Viklandt : la serveuse du bar (segment "Priyatnogo appetita") (as Olga Vikland)
- Gueorgui Vitsine : le lâche (segment "Pyos Barbos i neobychainy kross")
- Rina Zelionaïa : femme dans la queue (segment "Istoriya s pirozhkami")
- Zinovi Gerdt : le narrateur (segment "Kak sozdavalsya Robinzon")